# كولور خيتانو
كولور خيتانو (Color Gitano أي ألوان غجرية) هي الأغنية الأولى للمغني كينجي جيراك، الفائز بالموسم الثالث من ذا فويس الفرنسي، الذي عرض من 11 يناير إلى 10 ماي 2014، كجزء من فريق ميكا.
كولور خيتانو هي أغنية بالفرنسية والإسبانية، و تأثرت بشكل كبير بالثقافة الأندلسية وتقاليد الموسيقى الغجرية.